# Шоморац, Тамаш
Тамаш Шоморац (венг. Tamás Somorácz; 11 апреля 1992, Сексард) — венгерский гребец-байдарочник, выступает за сборную Венгрии по гребле на байдарках и каноэ начиная с 2015 года. Бронзовый призёр чемпионата мира, чемпион Европы, участник летних Олимпийских игр в Рио-де-Жанейро, победитель многих регат национального и международного значения.

## Биография
Тамаш Шоморац родился 11 апреля 1992 года в городе Сексард, медье Тольна. Активно заниматься греблей начал в возрасте восьми лет в Пакше, тренировался вместе со своими отцом и братом. Изначально являлся каноистом, но не добился здесь большого успеха, поэтому в конечном счёте пересел в байдарку.
В 2010 году стартовал на юношеском европейском первенстве и в гребле на 200 метров занял шестое место. На молодёжном чемпионате Европы 2013 года был четвёртым.
Первого серьёзного успеха на взрослом международном уровне добился в сезоне 2015 года, когда вошёл в основной состав венгерской национальной сборной и побывал на чемпионате мира в Милане, откуда привёз награду бронзового достоинства, выигранную в вместе с напарником Давидом Херичем в зачёте двухместных байдарок на дистанции 500 метров — в финале на финише их обошли только экипажи из Австралии и Испании.
В 2016 году Шоморац выступил на чемпионате Европы в Москве и одержал победу в четвёрках на пятистах метрах, при этом его партнёрами были Бенце Надаш, Петер Мольнар и Шандор Тотка.
Благодаря череде удачных выступлений удостоился права защищать честь страны на летних Олимпийских играх в Рио-де-Жанейро. В составе четырёхместного экипажа, куда также вошли гребцы Тибор Хуфнагель, Беньямин Цеинер и Аттила Куглер, стартовал в программе 1000 метров — они благополучно квалифицировались на предварительном этапе, но затем на стадии полуфиналов пришли к финишу лишь пятыми и попали тем самым в утешительный финал «Б», где впоследствии заняли третье место. Таким образом, в итоговом протоколе соревнований Тамаш Щоморац расположился на одиннадцатой позиции.